# Robert E. Howard
Robert Ervin Howard, comumente chamado de Robert E. Howard (Peaster, Texas, 22 de Janeiro de 1906 — Cross Plains, Texas, 11 de Junho de 1936), foi um prolífero escritor estadunidense que atuou primariamente como contista e poeta. Em sua vida profissional, Howard flertou com diversos gêneros, principalmente os atrelados à fantasia e ficção. Constante colaborador das revistas pulp fiction, muito populares nos Estados Unidos da Grande Depressão dos anos 1930, o escritor é atualmente mais conhecido pela autoria do personagem Conan, o Bárbaro, bem como por ser considerado, historicamente, o "pai" do subgênero de espada & feitiçaria (sword and sorcery, no original).

## Biografia
Nasceu em Peaster, Texas, filho do médico Isaac Mordecai Howard e da dona de casa Hester Jane Ervin Howard ambos oriundos de famílias escoto-americanas. Sua família morou em várias cidades do estado do Texas, e também no oeste de Oklahoma, antes de estabelecer-se definitivamente em Cross Plains, Texas, em 1919.
Começou a escrever com 9 anos (inspirado nas histórias de Harold Lamb e Talbot Mundy, publicadas na revista Adventures) mas só aos 15 anos começou a escrever profissionalmente, e somente em 1924 quando cursava a academia Howard Payne em Brownwood teve uma história publicada, o conto de ficção pré-histórica Spear and Fang (Lança e Presa) apareceu na edição de julho de 1925 da revista Weird Tales. Muitas de suas histórias vieram a ser publicadas na Weird Tales, como "The Hyena" (A Hiena) e "The Lost Race" (A Raça Perdida), e teve sua primeira capa em 1926.
Sua inspiração se deve aos contos de horror que ouvia da sua avó e da sua velha tia Mary Bohanoon, e quando criança sempre sonhava ser um bárbaro combatendo Roma, tornando-se assim um rebelde contra o mundo civilizado.
Escreveu histórias de muitos estilos mas suas criações mais famosas são as do gênero  sword and sorcery (espada e feitiçaria) - um gênero de fantasia caracterizado por sua ênfase em combates violentos e intervenções sobrenaturais (deuses, monstros, magos, etc.). Howard criou um dos personagens fantásticos mais populares de todos os tempos; o bárbaro Conan, que fez sua estréia no conto The Phoenix on the Sword em Dezembro de 1932. Para hospedar sua criação Howard inventou a Era Hiboriana, que se trata da própria Terra mas num passado pré-cataclísmico do qual a história atual não guarda lembranças. Outros personagens célebres incluem o rei Kull, o aventureiro puritano Salomão Kane, e o picto Bran Mak Morn. Criou também as guerreiras Dark Agnes de la Fere e Red Sonya de Rogatino, esta última a base para a criação da personagem Red Sonja da editora Marvel Comics.
Com Conan e seus outros heróis, Howard criou o género que viria a ser conhecido como “espada e feitiçaria” (sword and sorcery) entre os anos 1920 e 1930. 
Howard influenciou e inspirou escritores posteriores incluindo David Gemmell, Michael Moorcock, Matthew Woodring Stover, Charles R. Saunders, Karl Edward Wagner, Paul Kearney, Steven Erikson, Joe R. Lansdale e William King.  Ele também tem uma influência no campo da fantasia rivalizava apenas com J.R.R. Tolkien e a criação similarmente inspirada de Tolkien do gênero moderno de alta fantasia.
Um outro campo em que Howard foi bem sucedido foi o do horror sobrenatural, no qual emprestou muitas ideias de seu correspondente e amigo H. P. Lovecraft, e sempre adicionando suas próprias marcas registradas de ação rápida e personagens chamativos.
Criações originais como o Culto sem Nome por Von Juntz são consideradas agora parte dos Mitos de Cthulhu (a cronologia formada pelas histórias de Lovecraft) como "cânones".

## Diferentes estilos literários
Na primavera de 1933, Howard começou a trabalhar com Otis Adelbert Kline, um ex-escritor de pulps, que se tornou seu agente literário. Kline o encorajou a tentar escrever em outros gêneros, a fim de expandir-se para mercados diferentes. O agenciamento de Kline foi bem sucedido em encontrar saídas para muitas das histórias de Howard e funciona mesmo quanto tentava vender as que tinham sido rejeitadas antes quando Howard tentou vender sozinho. Algumas dos gêneros explorados por Howard:
- Fantasia/Terror passando-se no sul e no sudoeste dos Estados Unidos. Por exemplo o conto Pidgeons from Hell e outras histórias protagonizadas pelo xerife Kirby Buckner;

- Ficção histórica. Como sua histórias Gates of Empire que narra o envolvimento de um personagem fictício nos esforços entre Shirkuh, Shawar, e Amalric para controlar o Egito;
- Histórias de boxeadores. Especialmente os contos do Marinheiro Steve Costigan (às vezes chamado de Marinheiro Dennis Dorgan);
- Faroestes. Por exemplo as histórias mais cômicas estreladas por Breckinridge Elkins;
- ficção científica. Em Almuric, um romance planetário na linha de Barsoom de Edgar Rice Burroughs.

Howard cuidou para que quase todas as suas histórias do gênero sword and sorcery pudessem ocorrer sem contradição num mesmo  "universo literário", começando com as aventuras pré-históricas das vidas passadas de James Allison, evoluindo para a saga valusiana de Kull, passando então para os tempos da Atlântida e da Lemúria (de onde vem o personagem Kathulos/Skull Face), para chegar à Era Hiboriana de Conan e então, finalmente, na história conhecida.
Howard projetou seus contos de modo que um grande cataclismo sempre separasse uma era da seguinte. Dessa forma cada civilização sabia muito pouco sobre sua antecessora, sendo lembrada apenas por mitos.
Em uma das histórias mais memoráveis de Howard - Kings fo the Night - um crossover entre sagas diferentes é apresentado quando um xamã auxilia o rei picto Bran Mak Morn a conjurar magicamente Kull da Valúsia da Era Pré-Cataclísmica para lhe ajudar na batalha contra os romanos e seus aliados.
A prosa de Howard é direta, rica, e excitante mais do que perspicaz e tenta entreter mais do que instruir, mas não é sem sofisticação. Howard conta sobre mundos onde a violência é geralmente a melhor solução e onde o ouro, as jóias, e as belas mulheres são geralmente a recompensa dos heróis.
Howard correspondia-se com outros autores de pulp fiction tais como H. P. Lovecraft e Clark Ashton Smith.
Em 11 de junho de 1936, aproximadamente às oito da manhã, depois de ficar sabendo que sua mãe provavelmente nunca sairia do estado de coma, Howard se suicidou. Sentou-se no banco da frente de seu carro e atirou na própria cabeça, mas só morreu oito horas depois. Sua mãe morreu no dia seguinte, e compartilharam o funeral. Ambos estão enterrados no cemitério de Greenleaf, em Brownwood.
Na manhã do dia de sua morte Howard escreveu este poema, que foi encontrado datilografado em uma tira de papel na sua carteira:
Tudo fugiu -- tudo está feito, então levem-me à pira --
O banquete acabou, e as lâmpadas expiram.
(Estes versos, que pensou-se originalmente ser paródia de um poema de Ernest Dowson, é na verdade parte de um poema pouco conhecido chamado The House Of Caesar de Viola Garvin.)